# Rikissa av Polen (kastiliansk drottning)
Rikissa av Polen, född 1140, död 1185, var en drottning av Kastilien och kejsarinna av Spanien, grevinna av Provence och grevinna av Everstein; hon var gift med kung Alfons VII av Kastilien (1152), Raimond Berengar II av Provence (1161) och greve Albert III av Everstein (1167).

## Biografi
Rikissa var dotter till Vladislav II den utvisade av Polen och Agnes av Babenberg och systerdotter till kung Konrad III av Tyskland. Hennes far avsattes 1146 och familjen bosatte sig under hennes morbrors beskydd i Böhmen. 1152 arrangerades ett äktenskap mellan henne och Spaniens kejsare kung Alfons VII av Kastilien och Leon, som en allians mellan Spanien och Tyskland. I Spanien kallades hon Riquilda.
Efter makens död 1157 hamnade hon i ett spänt förhållande till sina styvsöner. Hon lämnade Kastilien 1159 och flyttade till Aragonien, där hon mötte Raimond Berengar II, greve av Provence. Paret förälskade sig i varandra, men politiska hänsyn gjorde att äktenskapsförhandlingarna inte avslutades med vigsel förrän 1161.
Rikissa av Polen blev änka 1166. Hon trolovades med både Raimond V av Toulouse och Raimond VI av Toulouse, men båda trolovningarna bröts. Hon gifte sig sista gången 1167 med greve Albert III av Everstein, och levde sedan ett anonymt liv i Tyskland. 